# Addison (Michigan)
Addison – wieś w Stanach Zjednoczonych, w stanie Michigan, w hrabstwie Lenawee.